# Qeqertaq

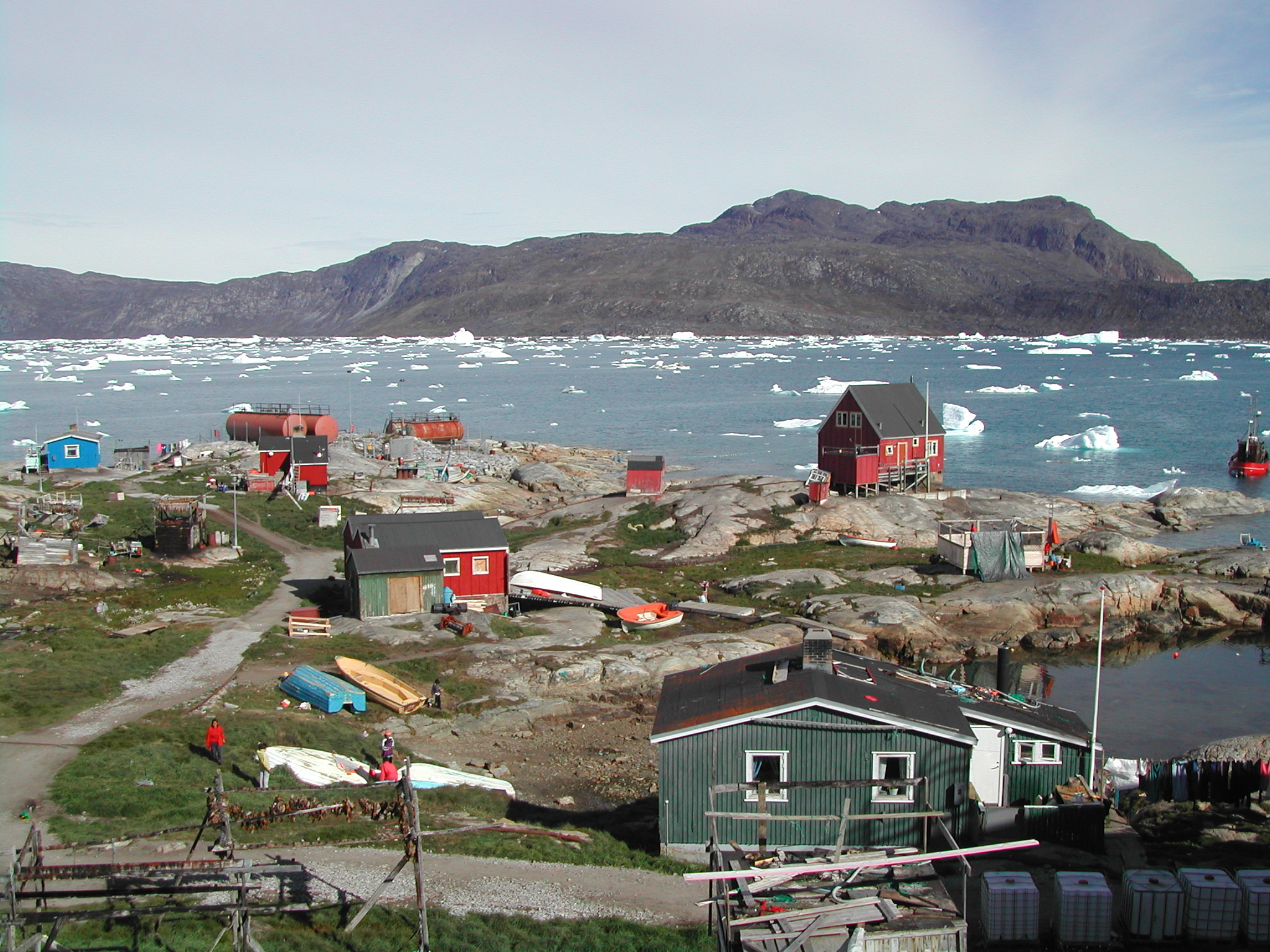
Qeqertaq em Julho de 2002.

Qeqertaq (antigamente: Øen) é um assentamento no município de Avannaata, oeste da Gronelândia. Está localizado numa ilha ao largo da costa sul da Península de Nuussuaq, no Estreito de Sullorsuaq, Baía de Disko. Foi fundada em 1830 e em 2010 tinha 130 habitantes.

## Transporte

### Aéreo
Durante o inverno, a Air Greenland serve o assentamento com voos de helicóptero do Heliporto de Qeqertaq para o Aeroporto de Ilulissat.

### Marítimo
Durante o verão e o outono, quando as águas da Baía de Disko são navegáveis, o transporte e comunicação entre assentamentos é feita somente por mar, servido pela Diskoline. São feitas viagens de ferry para Saqqaq, Oqaatsut e Ilulissat.

## População
A população de Qeqertaq aumentou lentamente nas duas últimas décadas, com um ligeiro declínio nos últimos anos.